# Monique Fuentes
Pour les articles homonymes, voir Fuentes.
 (mai 2017).
Monique Fuentes, née le 28 juillet 1968 à Cali, est une actrice colombienne de films pornographiques.

## Biographie
Monique Fuentes commence sa carrière en tant que mannequin de nu en Colombie, sous le nom de Monica Franco. Elle part ensuite aux États-Unis où elle s’installe à Miami (Floride). 
Là-bas, la jeune femme poursuit sa carrière de mannequin (pour des maillots de bains), posant nue ou en lingerie. En 2004, Monique Fuentes, encouragée par son fiancé, rejoint l’industrie de la pornographie à l’âge de trente-six ans. 
Après une brève carrière, notamment pour World Modeling et LA Direct Modelling Websites, elle décide de quitter le milieu de la pornographie en avril 2005. 
En 2008, elle décide de reprendre sa carrière d’actrice pornographique. Elle tourne notamment pour Brazzers, Bangbros, Evil Angels… Monique Fuentes est surtout connue pour ses rôles de MILF. 
En 2012, elle met fin à sa carrière d’actrice pornographique. Elle poursuit toutefois son travail de mannequin et pose notamment nue. Monique Fuentes est connue pour une controverse. L’une de ses scènes est prise pour une sex-tape de l’actrice mexicaine Galilea Montijo.
Monique Fuentes s'est lancée en mars 2017 dans la webcam érotique.  

## Filmographie sélective
- Lovers and Others (2005)
- Mami Culo Grande (2005)
- Black Reign 5 (2005)[6]
- Latin Adultery 2 (2006)
- Seduced By a Cougar 11 (2009)
- MILF Hunter 10 (2009)
- Latin Mommas (2010)
- The Divorcee (2010)
- Senora Seductions (2011)
- Cock Shopping (2012)
- Latin Adultery 16 (2012)